# Кузьмичёв, Иван Николаевич
Кузьмичёв Иван Николаевич (30 января (11 февраля) 1895, г. Александров, ныне Владимирская обл. — 4 февраля 1963, Ленинград) — генерал-майор береговой службы. В рядах Рабоче-Крестьянской Красной Армии  начал службу с 1918 года. На военно-морском флоте с 1923 года.

## Биография
Иван Николаевич Кузьмичёв, родился 30 января 1895 года, в г. Александров, в семье служащего лесных складов.
Заступил на службу в 1914 году. С началом Первой мировой войны в армии прошёл путь от рядового до офицера. В 1915 году получил военное образование в Первой Петергофской школе прапорщиков. В знаменитом «Брусиловском прорыве» командовал ротой. В годы Первой мировой войны был командиром батальона и штабс-капитаном.
После октября 1917 года вступил в Красную Армию. Участник боевых действий Гражданской войны на Южном фронте против войск генералов А. И. Деникина и Н. Н. Юденича. Начинал начальником команды конной разведки с 1918 года, по завершении Гражданской войны занимал должность начальника 3-го отдела инспекции береговой охраны и сухопутных войск. За участие в Гражданской войне был награждён орденом Красного Знамени.
С 1923 года служил в береговой обороне флота. Прошёл севастопольские военно-морские курсы комсостава 1927-1928 годах, после окончил Высшую стрелковую школу «Выстрел» и особый курс Военно-морской академии им. К. Е. Ворошилова.
В Великую Отечественную войну вступил в той же должности. В годы войны оборонял Одессу и Севастополь. Руководил установками и формированием батарей береговой и корабельной артиллерии в Финском заливе и на внешнем поясе обороны Москвы. В январе 1944 был председателем комиссии по формированию частей морской пехоты специального назначения. В апреле 1945 года на должности командира десанта принимал участие в руководстве высадкой десанта на косу Фрише-Нерунг.
На месте высадки десанта установлен Памятный знак. Памятник погибшим за Пиллау и Фрише-Нерунг установлен в Балтийске.
25 апреля 1945 года был высажен общевойсковой Десант на косу Фрише-Нерунг в северной части косы под руководством Анатолия Дорофеева и два морских десанта (восточный и западный) под командованием командира восточного десанта генерал-майора береговой службы И. Н. Кузьмичева.
Командовал высадкой на острова Финского залива, Рижского залива и пр.
За успешные боевые действия в боях под Ленинградом, Нарвой, Кёнигсбергом и Пиллау был награждён орденом Нахимова II степени. В наградном листе сказано:

«Будучи командиром высадки десанта при высадке десанта на косу ФРИШ-НЕРУНГ, перед операцией, в короткий срок смог подготовить свою бригаду и приданный ему 71 Полк 13 Гв. Стрелкового корпуса, для выполнения поставленной задачи.
При высадке на берег под сильным арт. пулеметным и минометным огнем со стороны противника сумел быстро и правильно нацелить десант на главные объекты противника.
В результате действий на берегу при большом превосходстве сил противника, десант захватил около 6000 пленных солдат и офицеров, в том числе один генерал-майор, танков и самоходных орудий – 25, орудий разного калибра – 30, автомашин 260, минометов – 18, складов с боеприпасами, вооружением и имуществом – 11 и др.
Уничтожено до 2000 солдат и офицеров противника, в том числе Генерал-Майор мед. службы.

За правильное руководство десантом на берегу и достигнутые боевые успехи достоин правительственной награды: Орден «КРАСНОЕ ЗНАМЯ».»— 
Покинул службу в декабря 1956 года. Умер в 1963 году, похоронен на Серафимовском кладбище.

## Награды
| Дата награждения | Награда                                                                      |
|                  | Медаль «За оборону Москвы»                                                   |
|                  | Медаль «За оборону Ленинграда»                                               |
|                  | Медаль «За оборону Одессы»                                                   |
|                  | Медаль «За оборону Севастополя»                                              |
|                  | Медаль «За победу над Германией в Великой Отечественной войне 1941–1945 гг.» |
| __.__.1921       | Орден Красного Знамени                                                       |
| 16.09.1941       | Орден Красного Знамени                                                       |
| 08.07.1944       | Орден Отечественной войны I степени                                          |
| 03.11.1944       | Орден Красного Знамени                                                       |
| 21.02.1945       | Орден Ленина                                                                 |
| 24.05.1945       | Орден Нахимова II степени                                                    |
| 20.06.1949       | Орден Красного Знамени                                                       |